# Hudson
Hudson — инструмент непрерывной интеграции, написанный на Java, развивавшийся с 2005 по 2017 год, ставший основой для системы Jenkins.
Запускается в контейнере сервлетов, таких как Apache Tomcat или GlassFish, поддерживает инструментарий для работы с разными системами контроля версий, включая CVS, Subversion, Mercurial, Git и Clearcase, может собирать проекты Apache Ant и Apache Maven, а также исполнять shell-скрипты и команды Windows. Сборка проектов может быть назначена на разные события, например, производиться по расписанию, используя механизм, подобный cron, либо стартовать, когда другая сборка уже собрана, либо при запросе определённого URL.
Благодаря возможности создания плагинов для Hudson, его функциональность как инструмента для сборки проектов можно существенно расширить. Примером может быть Serenity, которая представляет собой написанную на Java библиотеку для составления метрик покрытия кода, его сложности, зависимостей в нём, соединённую с плагином Hudson для отображения отчётов.

## История
Основной разработчик Hudson — Косукэ Кавагути, создал инструмент для внутренних нужд разработки Sun Microsystems. Инструмент достаточно быстро стал популярной альтернативой CruiseControl и другим программам для сборки с открытым исходным кодом. На состоявшейся в мае 2008 года конференции JavaOne приложение стало лауреатом Duke’s Choice Award в категории «Решения для разработчиков». С августа 2009 года Sun начала оказывать коммерческую поддержку инструмента.
В 2010 году, после поглощения Sun компанией Oracle, Кавагути основал компанию InfraDNA, нацеленную на коммерческую поддержку инструмента. В феврале 2011 года Кавагути ответвил проект, дав ему наименование Jenkins, в ответ на отказ корпорации Oracle передать права на торговую марку Hudson.
В мае 2011 года Oracle отказалась от контроля над проектом и наименованием, предложив целиком передать разработку инструмента под управление Eclipse Foundation. В 2013 году Hudson 3.0 принят в состав фонда и переведён с лицензии MIT на Eclipse Public License. 
В 2017 году фонд Eclipse объявил о прекращении развития и поддержки проекта.